# El Espectador
El Espectador (en espagnol « le spectateur ») est un quotidien colombien.

## Histoire

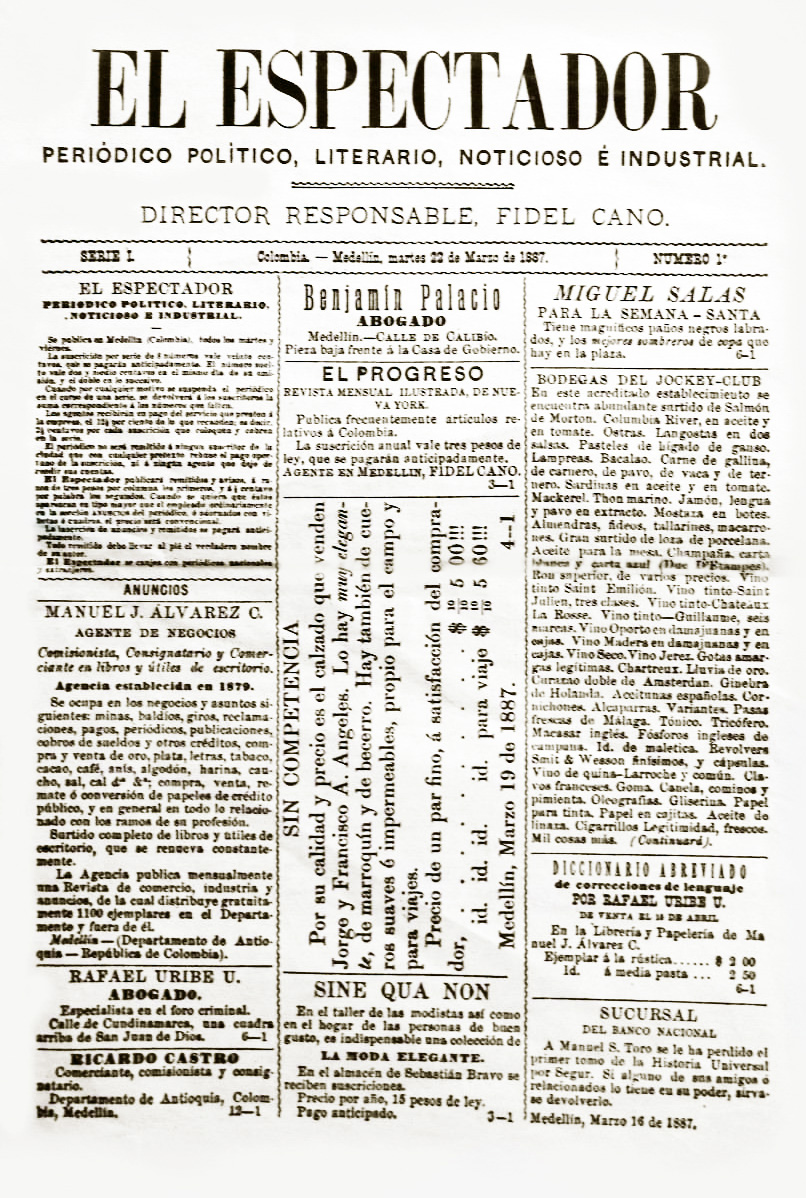
La une du 22 mars 1887

Fondé en 1887 à Medellín par Fidel Cano, El Espectador est édité à Bogota depuis 1915.
Pendant la première moitié du XXe siècle, le journal est à la pointe des technologies de l'information. Entre 1948 et 1952, à la suite de l'assassinat du leader libéral Jorge Eliécer Gaitán, il est soumis au contrôle strict du gouvernement conservateur. Entre 1955 et 1957, sous la dictature, il paraît sous le nom de El Independiente (l'Indépendant), car le pouvoir fait fermer les principaux journaux.
Le journal est proche de la faillite à plusieurs reprises dans les années 1960, lorsqu'un groupe d'entreprises lui retirent la publicité, ou dans les années 1970, lorsqu'il publie des accusations contre le groupe Grancolombiano. La période la plus difficile commence en janvier 1984, quand son directeur et éditeur, Guillermo Cano Isaza, décide de dénoncer le parrain narcotrafiquant Pablo Escobar pour son influence sur la chambre de représentants de Colombie. Grâces à Cano, Escobar est expulsé mais celui-ci condamne Cano à mort. Ainsi, le 17 décembre 1986, Cano Isaza est abattu par des sicaires d'Escobar. Ce meurtre émeut beaucoup le pays, et l'UNESCO donnera son nom au prix mondial de la liberté de la presse. Trois ans plus tard, le 2 septembre 1989, une voiture piégée détruit une bonne partie des installations du journal.
En 1997, le grand industriel colombien Julio Mario Santo Domingo (Caracol Televisión, bières Bavaria) entre au capital du journal. En 2001, les difficultés économiques l'obligent à passer à une diffusion hebdomadaire. Son principal rival est le quotidien El Tiempo.
En mai 2008, une situation économique nettement plus favorable lui permet de redevenir quotidien.